# Grafing (Fraunberg)
Grafing ist ein Ortsteil der Gemeinde Fraunberg, Landkreis Erding, Oberbayern.

## Lage
Das Kirchdorf liegt rund drei Kilometer südlich von Fraunberg. Am östlichen Ortsrand fließt die Strogen. 

## Baudenkmäler
Im Ort steht die Kirche St. Sebastian, ein Saalbau in barocken Formen, 1699 von Hans Kogler erbaut. Unter Denkmalschutz steht ferner die sogenannte Halbinger Kapelle, ein neugotischer Massivbau mit leicht eingezogenem Polygonalchor und origineller Dacheindeckung, um 1890 errichtet.